# Markieff Morris
Markieff „Keef” Morris (ur. 2 września 1989 w Filadelfii) – amerykański koszykarz, występujący na pozycji silnego skrzydłowego, obecnie zawodnik Dallas Mavericks.
W 2008 wystąpił w meczu gwiazd amerykańskich szkół średnich Jordan Classic Regional.

## Kariera w College'u
Studiował na University of Kansas grając w tamtejszej drużynie. Markieff i jego brat bliźniak Marcus podpisali kontrakt z agentem sportowym z Los Angeles i ogłosili, że wystartują w drafcie NBA w roku 2011. Został wybrany do pierwszej piątki najlepszych juniorów przez Fox Sports.

## Kariera w NBA
Markieff został wybrany z numerem 13 draftu NBA w roku 2011 przez zespół Phoenix Suns. Jego brat bliźniak Marcus został wybrany pięć minut później przez Houston Rockets. 8 stycznia 2012 roku w zwycięstwie 103-93 z Milwaukee Bucks, zanotował swoje pierwsze double-double (13 punktów i 10 zbiórek) w profesjonalnej karierze. 18 stycznia 2012 po raz pierwszy zagrał w pierwszym składzie, jednak po 5 minutach musiał zakończyć swój udział z powodu wirusa żołądka. 8 lutego 2012 roku został ogłoszony uczestnikiem Rookie Challenge 2012, będąc pierwszym zawodnikiem od czasu Amar’e Stoudemire’a, który będzie reprezentował Phoenix Suns w tym meczu. Markieff został wybrany do zespołu „Team Shaq” zdobywając w meczu 12 punktów i 6 zbiórek. 15 marca 2012 w meczu przeciw Cleveland Cavaliers zanotował swój rekord kariery w punktach - zdobywając ich 22. 18 lutego 2016 w ramach wymiany między klubami trafił do Washington Wizards w zamian za DeJuana Blaira, Krisa Humphriesa i zastrzeżony wybór w pierwszej rundzie draftu 2016.
7 lutego 2019 trafił w wyniku wymiany do New Orleans Pelicans. Następnego dnia został zwolniony. 20 lutego podpisał umowę z końca sezonu z Oklahomą City Thunder. 6 lipca dołączył do Detroit Pistons.
21 lutego 2020 zgodził się na wykupienie swojej umowy. Dwa dni później został zawodnikiem Los Angeles Lakers. 
6 sierpnia 2021 dołączył do Miami Heat. 7 września 2022 zawarł umowę z Brooklyn Nets. 6 lutego 2023 został wytransferowany do Dallas Mavericks.

## Życie prywatne
Brat bliźniak Markieffa, Marcus został wybrany z 14 numerem draftu NBA w 2011 roku przez zespół Houston Rockets. Markieff jest siedem minut starszy od swojego brata. Jego pseudonim to „Keef”. Jest fanem drużyny rywala jego miasta rodzinnego - Filadelfii, Dallas Cowboys a jego brat jest fanem drużyny Philadelphia Eagles.

## Osiągnięcia
Stan na 13 lutego 2023, na podstawie, o ile nie zaznaczono inaczej.
NCAA
- Uczestnik:
  - rozgrywek:
    - Elite 8 turnieju NCAA (2011)
    - Sweet 16 turnieju NCAA (2009, 2011)

  - turnieju NCAA (2009–2011)
- Mistrz:
  - turnieju konferencji Big 12 (2010, 2011)
  - sezonu regularnego Big 12 (2009–2011)
- Zaliczony do:
  - I składu:
    - turnieju:
      - Big 12 (2011)
      - Las Vegas Invitational (2011)

    - zawodników, którzy poczynili największy postęp w Big 12 (2010)

  - II składu Big 12 (2011)

NBA
- Mistrz NBA (2020)
- Zawodnik tygodnia NBA (11.11.2013)
- Uczestnik meczu Rising Stars Challenge (2012)